# Gergő Nagy
Gergő Nagy (ungarisch Nagy Gergő; * 10. Oktober 1989 in Dunaújváros) ist ein ungarischer Eishockeyspieler, der seit Juli 2018 bei Ferencvárosi TC aus der Ersten Liga unter Vertrag steht.

## Karriere
Gergő Nagy begann seine Karriere als Eishockeyspieler in der Jugend-Mannschaft von Alba Volán Székesfehérvár, spielte aber auch bereits als Jugendspieler in der Herren-Mannschaft von Fehérvári Titánok. Als 18-Jähriger ging der Stürmer für ein Jahr nach Salzburg zum dortigen EC Red Bull. 2008 kehrte er nach Ungarn zurück und spielte für Alba Volán Székesfehérvár, die damals als einziges ungarisches Team in der Österreichischen Eishockey-Liga antraten. Nachdem er sich dort zunächst durchsetzen konnte, verlor er in der Spielzeit 2011/12 seinen Stammplatz in der ersten Mannschaft und wechselte – nach mehreren Einsätzen in der zweiten Mannschaft, die in der ungarischen Liga spielt – zu Miskolci Jegesmedvék JSE, für die er bis Ende der Saison 2012/13 aktiv war.
Nagy wechselte im Oktober 2013 nach Nordamerika, wo er zunächst bei den Quad City Mallards spielte. Am Ende der Saison wurde er an den AHL-Klub Chicago Wolves ausgeliehen und erhielt dort später einen Vertrag. Für die Wolves bestritt er bis Saisonende zwei Spiele in der AHL.
Die Saison 2014/15 startete er ebenfalls bei den Wolves, doch nach sechs Spielen wurde er in die ECHL abgegeben, wo er bei den Kalamazoo Wings insgesamt 61 Spiele bestritt und dabei 20 Tore und 39 Assist erzielen konnte. Im Juli 2015 kehrte er zu seinem Stammverein nach Székesfehérvár zurück. Dort blieb er jedoch nur ein Jahr und schloss sich dann dem MAC Budapest aus der multinationalen MOL Liga an, mit dem er 2017 ungarischer Pokalsieger wurde. Im Dezember 2017 kehrte er zu den Quad City Mallards zurück.
2019 wurde er mit Ferencvárosi TC Meister der multinationalen Ersten Liga und wurde für seine hervorragenden Offensivleistungen als Bester Stürmer ausgezeichnet. Auch 2020 konnte er mit seinem Klub die Erste Liga gewinnen. Zudem wurde er 2019, 2020, 2021, 2022 und 2022 mit dem Ferencvárosi TC ungarischer Meister.

### International
Für Ungarn nahm Nagy an U18-Weltmeisterschaften 2005 und 2007 in der Division II und 2006 in der Division I sowie den U20-Titelkämpfen 2007 in der Division II und 2008 und 2009 in der Division I teil. 
Als die ungarische Mannschaft sich 2009 erstmals seit 70 Jahren wieder für eine A-WM qualifizieren konnte, gab Nagy sein Debüt und wurde in drei Spielen eingesetzt. Er konnte den Abstieg seiner Mannschaft aber auch nicht verhindern. Bei den Weltmeisterschaften der Division I 2010, 2013, 2018, 2019 und 2022 stand er ebenfalls im Kader der Ungarn und absolvierte jeweils alle fünf Spiele. Bei der Weltmeisterschaft 2016 spielte er für die Magyaren erneut in der Top-Division und erzielte den 1:0-Führungstreffer beim 5:2-Erfolg gegen Belarus, dem ersten ungarischen Sieg bei einer Weltmeisterschaft der höchsten Leistungsstufe seit dem 3. Februar 1939 (damals 8:1 gegen Belgien). Zudem vertrat er seine Farben bei den Olympiaqualifikationen für die Winterspiele in Pyeongchang 2018 und in Peking 2022.

## Erfolge und Auszeichnungen
- 2005 Aufstieg in die Division I bei der U18-Weltmeisterschaft der Division II, Gruppe B
- 2007 Aufstieg in die Division I bei der U20-Weltmeisterschaft der Division II, Gruppe A
- 2009 EBEL-YoungStar des Monats Januar 2009
- 2009 Ungarischer Meister mit Alba Volán Székesfehérvár
- 2010 Ungarischer Meister mit Alba Volán Székesfehérvár
- 2011 Ungarischer Meister mit Alba Volán Székesfehérvár
- 2012 MOL Liga Play-off MVP
- 2017 Ungarischer Pokalsieger mit MAC Budapest
- 2019 Meister der Ersten Liga und ungarischer Meister mit Ferencvárosi TC
- 2019 Bester Stürmer der Erste Liga
- 2020 Meister der Ersten Liga und ungarischer Meister mit Ferencvárosi TC
- 2021 Ungarischer Meister mit Ferencvárosi TC
- 2022 Aufstieg in die Top-Division bei der Weltmeisterschaft der Division I, Gruppe A
- 2022 Ungarischer Meister mit Ferencvárosi TC
- 2023 Ungarischer Meister mit Ferencvárosi TC

## Statistik
(Stand: Ende der Saison 2021/22)